# Kunova Teplica
Kunova Teplica és un poble i municipi d'Eslovàquia. Es troba a la regió de Košice, a l'est del país.

## Història
La primera referència escrita de la vila data del 1243.

## Demografia
| Godina             | 1994 | 2004   | 2014   | 2024   |
| ------------------ | ---- | ------ | ------ | ------ |
| Nombre de persones | 680  | 638    | 687    | 709    |
| Diferència         |      | −6,17% | +7,68% | +3,20% |

| Godina             | 2023 | 2024   |
| ------------------ | ---- | ------ |
| Nombre de persones | 715  | 709    |
| Diferència         |      | −0,83% |